# Mary Elizabeth Parsons
Mary Elizabeth Parsons (Chicago, 1859 – Kentfield, 22 de diciembre de 1947) fue una botánica y la autora de una pionera guía exhaustiva sobre las flores salvajes de California.

## Biografía
Mary Elizabeth Parsons nació en Chicago, Illinois, en 1859. Estudió Arte en San Francisco en la década de 1890, donde Alice Brown Chittenden fue su compañera de dibujo.
En la década de 1890, Parsons fue a explorar los alrededores de California con la artista botánica Margaret Warriner Buck, con la idea de publicar un libro sobre la flora de California. El resultado fue el muy exitoso Las Flores Salvajes de California: Sus Nombres, Lugares, y Hábitos (en inglés, The Wild Flowers of California: Their Names, Haunts, and Habits, 1897), escrito por Parsons con más de 100 ilustraciones grabadas de Buck. El libro tuvo muchas impresiones y varias ediciones, y todavía seguía siendo reimprimido en la década de 1950.
Parsons pretendía que su libro complementara al muy exitoso libro de Frances Theodora Parsons Cómo conocer las Flores Salvajes (How to Know the Wild Flowers, 1893) al resaltar plantas que eran desconocidas en el este de Estados Unidos, donde vivía Parsons. Con el permiso de Parsons, utilizó el mismo esquema de ordenar las flores por color. La botánica Alice Eastwood y el horticultor Carl Purdy sirvieron como asesores del proyecto.
Para la edición de 1906, fue necesario crear una sustitución de las placas de impresión cuando las que ya existían fueron destruidas debido al terremoto de San Francisco. Esta edición fue imprimida en varias versiones, una de las cuales tenía las ilustraciones impresas muy ligeramente de modo que podían ser coloreadas a mano después por el comprador.
Parsons falleció en Kentfield, California, en 1947.
- La abreviatura «M.Parsons» se emplea para indicar a Mary Elizabeth Parsons como autoridad en la descripción y clasificación científica de los vegetales.[7]